# Lion Philips

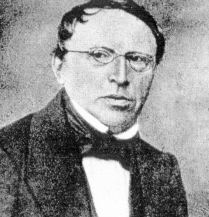
Lion Philips (1794–1866). Ausschnitt einer Fotografie von Jacob Wothly April – August 1864.

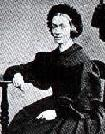
Sophie Philips, seine Ehefrau

Lion Philips, auch Leon Philips (* 29. Oktober 1794 in Zaltbommel, Gelderland; † 28. Dezember 1866 ebenda) war ein holländischer Fabrikant.
Seine Eltern waren Benjamin Philips (* 22. Mai 1767 in Veenendaal; † 6. Mai 1854 in Zaltbommel), Textil- und Tabakwarenhändler, und seine Frau Lea Hartog (* 15. Juni 1775 in Zaltbommel; † 14. August 1838 ebenda), Tochter des Viehhändlers Isaac Levi Hartog aus Zaltbommel. Die Großeltern waren der aus Norddeutschland stammende Kaufmann Philip (genannt Pais) Philips in Veenendaal und Rebecca van Crefelt.
Von seinen acht Brüdern und drei Schwestern war er als Ältester der einzige, der in Zaltbommel blieb. Philips Neffe, Sohn seines Bruders August (* 1810), war der Porträt- und Genremaler Hermann August Philips. Lion wurde Händler und Fabrikant für Tabak, Tee und Kaffee. 1815 begann er zusammen mit Gerlacus Ribbius Peletier Sen. die Tabaksfirma de Eenhoorn (Das Einhorn).
Am 15. November 1820 heiratete er Sophie Presburg (* 15. November 1792 in Nimwegen; † 7. April 1854 in Zaltbommel), die jüngste Tochter des Vorsängers und Textilhändlers Isaac Presburg aus Nimwegen. Ihre Schwester Henriette Presburg hatte 1814 Heinrich Marx geheiratet.
Das Paar hatte neun Kinder, darunter August (Rechtsanwalt und Präsident der Anwaltskammer von Amsterdam, 1823–1891) und Frederik Philips.
Am 1. Februar 1826 wechselten er und sein Vater mit ihren Familien, wohl aus persönlicher Überzeugung, von der jüdischen Gemeinde zur Nederlandse Hervormdekerk.
Karl Marx’ Mutter Henriette setzte 1859 Lion Philips zu einem ihrer Testamentsvollstrecker ein. Marx verhandelte mit ihm zwischen 1846 und 1865, auch bei persönlichen Besuchen, um Vorschüsse auf seinen Erbteil zu erhalten, obwohl er schon 1841 einen gegenteiligen Vertrag mit seiner Mutter unterschrieben hatte. In den erhaltenen Briefen von Marx an seinen Onkel ist aber nicht davon die Rede, sondern nur in den Briefen an Friedrich Engels u. a. Marx hatte Kontakt mit den Kindern der Familie Philips insbesondere mit August und Nanette Philips (1834–1885), denen er auch Das Kapital mit Widmung verehrte.